# Frank De Winne
Frank De Winne (født 25. april 1961) er en belgisk officer og ESA-astronaut. Han er Belgiens anden person i rummet (efter Dirk Frimout). Han var den første ESA-astronaut til at lede en mission i rummet, hvor han fungerede som chef for ISS-ekspedition 21.
Han fik sin uddannelse på en flyveskole i Belgien. Efter sin eksamen fløj han med et Dassault Mirage 5 fly.
Han er vicomte og har i øjeblikket en rang af brigadegeneral.